# North Enid
North Enid es un pueblo ubicado en el condado de Garfield en el estado estadounidense de Oklahoma. En el año 2010 tenía una población de 860 habitantes y una densidad poblacional de 483,33 personas por km².

## Geografía
North Enid se encuentra ubicado en las coordenadas 36°26′10″N 97°52′01″O / 36.435982, -97.866934.

## Demografía
Según la Oficina del Censo en 2000 los ingresos medios por hogar en la localidad eran de $47,212 y los ingresos medios por familia eran $51,667. Los hombres tenían unos ingresos medios de $33,000 frente a los $21,484 para las mujeres. La renta per cápita para la localidad era de $18,416. Alrededor del 5.5% de la población estaban por debajo del umbral de pobreza.